# Gyalectidium
Gyalectidium — рід грибів родини Gomphillaceae. Назва вперше опублікована 1881 року.